# Reforma
Reforma (łac. reformatio – przekształcenie) – proces ewolucyjnego, stopniowego i zwykle długotrwałego mający na celu wprowadzenie zmian. Reformy stanowią przeciwwagę i uzupełnienie zmian rewolucyjnych.
Wprowadzana jest przez uchwalenie lub wydanie jednego lub kilku aktów prawnych (z reguły jest to ustawa parlamentu i rozporządzenia do niej), a następnie przez działania organów władzy wykonawczej.
Zasadność wprowadzenia reformy, jej długofalowe koszty i skutki społeczne często mogą być ocenione dopiero po wielu latach od jej wprowadzenia.

## Powody reform
Do powodów, z jakich przeprowadzane są reformy należą:
- niska efektywność systemu politycznego i jego otoczenia, stanowiąca podłoże realnych lub potencjalnych konfliktów społecznych;
- żądania zmiany sposobów i rozmiarów dystrybucji dóbr, zgłaszane przez różne grupy społeczne
- zwiększanie się liczby, natężenia i gwałtowności konfliktów społecznych, prowadzących do podważenia istniejącego porządku społecznego;
- pojawienie się formułowanych wewnątrz elity władzy postulatów wprowadzenia zmian;
- przenikanie wzorów i praktycznych regulacji życia społecznego istniejących w otoczeniu międzynarodowym.

## Klasyfikacja reform
Według źródła i przyczyn pojawiania się impulsu zmian:
- reformy prewencyjne – podjęte odgórnie przez ośrodek władzy, w celu niedopuszczenia do ewentualnej eskalacji niepożądanych sprzeczności i konfliktów, które grożą osłabieniem lub destrukcją systemu politycznego;
- reformy wymuszone – będące rezultatem wcześniejszego wystąpienia oddolnych działań podejmowanych przez niezadowolone grupy społeczne.

Według kryterium skutków przekształceń:
- reformy adaptacyjne – przystosowujące system polityczny i jego instytucje do otoczenia:
  - regulujące – porządkujące i ukierunkowujące procesy zmian o żywiołowym charakterze;
  - innowacyjne – wprowadzające do systemu nowe rozwiązania zwiększające jego skuteczność;
- ze względu na stosunek przyjętych kryteriów postępu społecznego:
  - wsteczne – cofające postęp społeczny, odbierające całemu społeczeństwu lub jego części zdobycze postępu;
  - stabilizujące – umacniające istniejący stan rzeczy w państwie;
  - postępowe – umożliwiające czy przyśpieszające postęp społeczny;
- z uwagi na ich miejsce w czasie rewolucji:
  - częściowo rozładowujące napięcie rewolucyjne;
  - przygotowujące rewolucję;
  - umacniające przesłanki rewolucji.

## Konsekwencje reformy
Analiza przebiegu reformy pozwala na wskazanie jej konsekwencji dla systemu politycznego i zakresu władzy posiadanego przez podmiot inicjujący reformę. Reforma może dla niego oznaczać:
- zwiększenie zakresu władzy;
- utrzymanie dotychczasowego stanu posiadania;
- dokonanie dobrowolnej lub przymuszonej delegacji części swych uprawnień władczych na rzecz innego podmiotu;
- zmuszenie do podziału kompetencji władczych lub oddania większości z nich;
- utracenie władzy w wyniku nieprzewidzianych konsekwencji reformy.